# Залип'я
Зали́п'я — село в Україні, у Рогатинській міській громаді Івано-Франківського району Івано-Франківської області.

## Історія
Поселення виникло на правому березі річки Гнила Липа між селами Підгороддя, Черче та Потік. За давніми переказами, Залип'я виникло в часі спровадження робітників з Бессарабії графом Красінським, який дозволив їм поселитися на своїх землях. Біля села знаходиться курган-могильник невизначеного періоду, який взятий під державну охорону. Старожили дану могилу називали «Кам'яна фігура». У селі споруджена церква Св. Миколая, яка, за різними джерелами, датується 1898 та 1904 рр. Між селами Підгороддя та Залип'я збереглися сліди давнього замку. В околицях замку в 80-их рр. ХХ ст. знайдено човен-довбанку, розкішні оленячі роги та гарматне ядро. На жаль, перші два предмети через байдужість одного з тих, хто їх виявив, не збереглись.
Івано-Франківська обласна Рада народних депутатів рішенням від 21 лютого 1995 року утворила Потіцьку сільраду і підпорядкувала їй село Залип'я з Черченської сільради.
12 червня 2020 року, відповідно до Розпорядження Кабінету Міністрів України  № 714-р «Про визначення адміністративних центрів та затвердження територій територіальних громад Івано-Франківської області», увійшло до складу Рогатинської міської громади.
19 липня 2020 року, в результаті адміністративно-територіальної реформи та ліквідації Рогатинського району, село увійшло до складу новоутвореного Івано-Франківського району.

## Місцева рада
До 2020 знаходилася за адресою 77016, Івано-Франківська обл., Рогатинський р-н, с. Потік, вул. Роксолани,263 (укр.)

## Населення
У 1939 році в селі проживало 470 мешканців (410 українців, 20 поляків, 30 латинників, 10 євреїв).
Кількість населення станом на 09.12.1931 р. становить 435 ч., на 01.01.1993 р. –248, на 01.01.2009 р. — 217.

### Мова
Розподіл населення за рідною мовою за даними перепису 2001 року:
| Мова       | Кількість | Відсоток |
| ---------- | --------- | -------- |
| українська | 234       | 99.15%   |
| російська  | 2         | 0.85%    |
| Усього     | 236       | 100%     |

## Давній замок (Залишки давньоруського Рогатина)
В селі (2 км від м. Рогатина), в урочищі Замок, на правому березі р. Гнила Липа, знаходиться городище — залишки давньоруського Рогатина (П. А. Раппопорт), згадки в джерелах з сер. XIV ст. Майданчик поселення, план трапецеподібний (70 х 80 м) із напільного (південно-західного) боку укріплена дугоподібним валом (вис. 4м) і ровом. З північної сторони валу простежується в'їзд. Підйомний матеріал на поселенні: давньоруська (кінця XI—XIV ст.) гончарна кераміка. Місцеве населення називає дану територію «Підзамче».
«Підзамче» — натякає на зв'язок місця з замком. Зрозуміло, що іноді так називали і місце, де зовсім не був замок, а городище, але в даному випадку цей топонім має велике значення. Про це нижче …
«Залишки давньоруського Рогатина» — це інтригує найбільше. Перша письмова згадка Рогатина відноситься до 1184, Рогатин 12 століття і нинішній Рогатин — це не одне і те ж. Випадок не унікальний, звичайно. Наприклад, можна згадати нинішній Збараж, який веде відлік свого віку від зміцнення, яке знаходиться від нього на деякому віддаленні, тобто Старого Збаража. І це, звичайно, не єдиний приклад переносу центру міста на нове місце. Просто інтригує думка, що в Залип'ї може бути не просто городище, а давньоруський град, який удостоївся згадки в літописі і той самий укріплений пункт, який пов'язаний з витоками історії Рогатина.
"Згадане в джерелах з сер. XIV ст."- тобто після навали Батия життя тут не згасло. Укріплений пункт продовжував жити. Хоча, ясна річ, може це і перебільшення … може якийсь житель довколишнього села розбив тут в 14 столітті з горя десяток глечиків /посудин, уламки яких знайшли вже в наш час і на основі цієї знахідки археологи порахували, що життя на цій території не затихало в цей період …
«Майданчик поселення, трапецеподібний (70 х 80 м) у плані» — по-перше, трапеція — це, начебто, не зовсім типова форма для укріплень городища. По-друге, зазначена територія за площею підходить під описи дитинця, але ніяк не міста. Якщо тут був давньоруський Рогатин, то, ймовірно, поблизу зміцнення знаходилася основна забудова міста. Чи були у неї свої укріплення, чи ні, того не відаю.
«з напільного (південно-західного) боку було укріплено дугоподібним валом (вис. 4м) і ровом» — супутник малює трохи іншу картину обрисів укріплень. фото цього місця демонструють вали куди більш значної висоти, ніж зазначені «4 м».
"з південного краю валу простежується в'їзд "- щось схоже на в'їзд простежується в північно-західній частині валу. Може це місце якраз і мається на увазі як «північний край валу».
«Підйомний матеріал на поселенні: давньоруська (кінця XI—XIV ст.) Гончарна кераміка» — наявність кераміки 14 століття має на увазі, що життя тут не згасла після навали Батия.
Тепер звернемо свій погляд на карти. На північній околиці села можна побачити чотирикутний в плані об'єкт, огороджений валом, фото надаються знизу: